# Badisches Staatstheater Karlsruhe
Il Badisches Staatstheater Karlsruhe è un teatro d'opera di Karlsruhe, in Germania. Esiste nella sua forma e collocazione attuale, a Ettlinger Tor, sin dal 1975. Achim Thorwald diventò l'"Intendente" (direttore artistico), nell'estate del 2002, ritirandosi al termine della stagione 2010/11, e venendo sostituito da Peter Spuhler dalla stagione 2011/12 in avanti.
Il Staatstheater è un teatro Dreisparten, che comprende i tre generi dello spettacolo, il teatro musicale, la danza e il teatro parlato, così come la parte di studio a Karlstraße. La Badische Staatskapelle (orchestra) ed il Badische Staatsopernchor (coro dell'opera) sono attaccati al teatro.

## Storia
Il primo predecessore del Badischen Staatstheater era stato costruito nel 1808 dall'allora architetto della città Friedrich Weinbrenner, nei pressi del castello. Nel 1810 divenne il Großherzoglichen Hoftheater (teatro di corte).

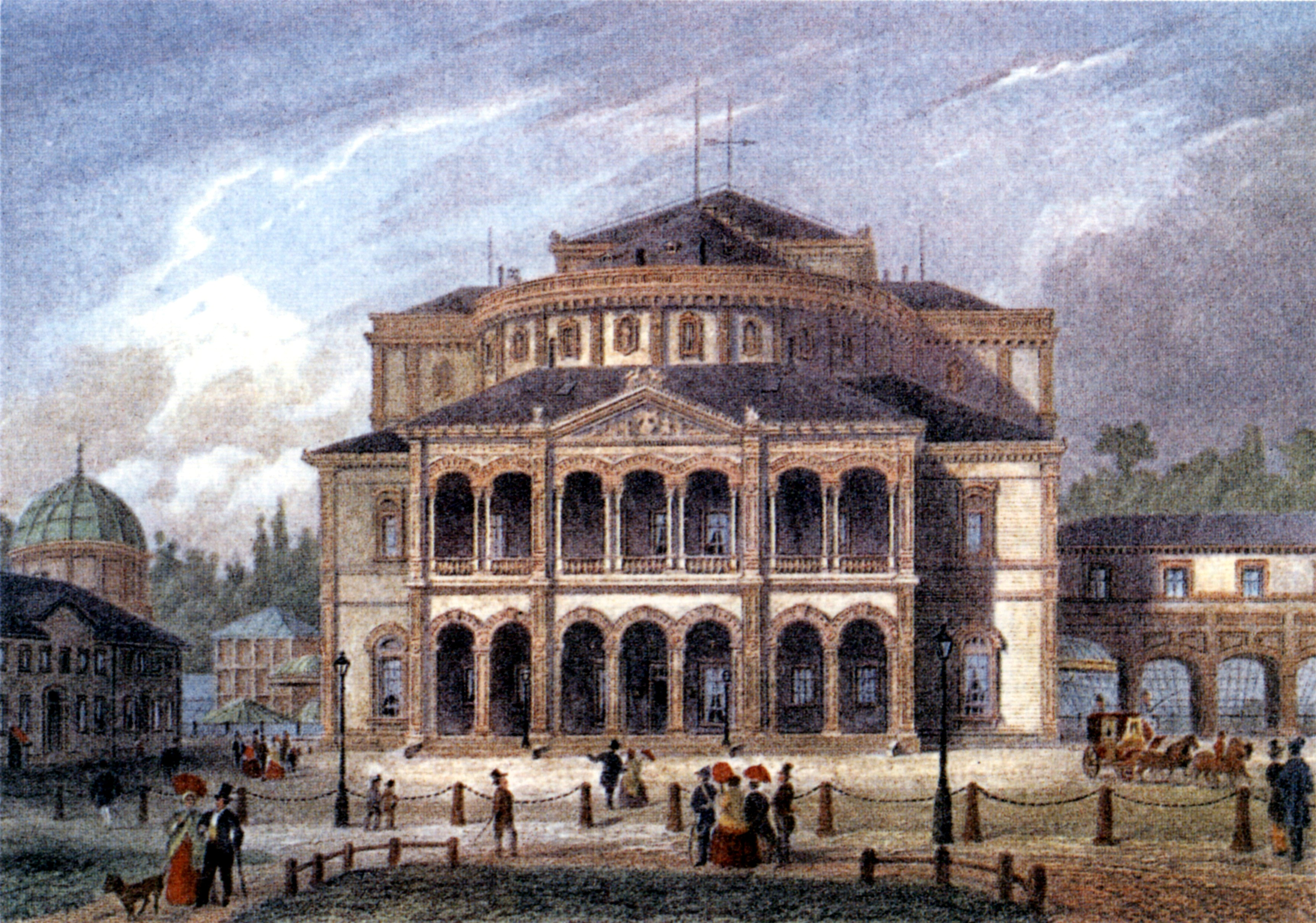
Hoftheater by Heinrich Hübsch, 1853 to 1944

Il 28 febbraio 1847 scoppiò in incendio durante uno spettacolo, in cui l'edificio, che era stato costruito in gran parte in legno e tela, andò completamente distrutto. Un totale di 63 spettatori morirono, per lo più in preda al panico causato dalle porte che si aprivano verso l'interno e che impedivano una fuga veloce. I regolamenti edilizi in tutto il mondo da allora furono adattati per prevenire tali eventi. Il teatro che lo sostituì, costruito dall'architetto di corte Heinrich Hübsch, fu terminato nel 1853, e aprì sotto la direzione di Eduard Devrient.
Durante un bombardamento aereo nel 1944, l'Hoftheater fu distrutto di nuovo. Il sito è ora occupato dalla Corte Costituzionale Federale tedesca. C'è voluto fino al 1964 per redigere i piani per l'attuale edificio, che fu completato nel 1975.
Dal 1977 le opere del compositore barocco Georg Friedrich Händel sono state presentate in un formato speciale ogni anno: tra il 1978 e il 1984, ha avuto luogo "Händel days". Nel 1985 questi diventatarono il Festival Händel, che avviene ogni anno nel mese di febbraio, il giorno del compleanno del compositore il 23 febbraio; il 30º anniversario è stato celebrato nel 2007.